# Supercoppa italiana 2017
Supercoppa italiana 2017 byl zápas Supercoppa italiana, tedy italského fotbalového Superpoháru. Střetly se v něm týmy Juventus FC jakožto vítěz Serie A ze sezóny 2016/17, a celek SS Lazio, který se ve stejné sezóně stal vítězem italského fotbalového poháru Coppa Italia v sezoně 2016/17.
Zápas se odehrál 13. srpna 2017 na římském stadionu Stadio Olimpico. Zápas vyhrál klub z Říma SS Lazio, když rozhodl brankou v nastavení. Získal tak pohár počtvrté v historii a poprvé od roku 2009.

## Detaily zápasu
| 13. 8. 2017 20:45        |        |                                  |                                                                    |
| Juventus FC              | 2 : 3  | SS Lazio                         | Stadio Olimpico, Řím, Itálie diváci: 52 000 rozhodčí: Davide Massa |
| Dybala 85', 90+1' (pen.) | Report | 32' (pen.) Immobile 90+3' Murgia | Stadio Olimpico, Řím, Itálie diváci: 52 000 rozhodčí: Davide Massa |

| Juventus FC | SS Lazio |

| GK                   | 1  | Gianluigi Buffon      | 31' |     |
| RB                   | 15 | Andrea Barzagli       |     |     |
| CB                   | 3  | Giorgio Chiellini     |     |     |
| CB                   | 4  | Mahdí Benatía         |     | 56' |
| LB                   | 12 | Alex Sandro           |     |     |
| CM                   | 5  | Miralem Pjanić        | 73' |     |
| CM                   | 6  | Sami Khedira          |     |     |
| CF                   | 16 | Juan Cuadrado         |     | 56' |
| CF                   | 10 | Paulo Dybala          |     |     |
| CF                   | 9  | Gonzalo Higuaín       |     |     |
| CF                   | 17 | Mario Mandžukić       | 52' | 72' |
| Náhradníci:          |    |                       |     |     |
| GK                   | 16 | Carlo Pinsoglio       |     |     |
| GK                   | 23 | Wojciech Szczęsny     |     |     |
| DF                   | 2  | Mattia De Sciglio     |     | 56' |
| DF                   | 24 | Daniele Rugani        |     |     |
| DF                   | 26 | Stephan Lichtsteiner  |     |     |
| MF                   | 8  | Claudio Marchisio     |     |     |
| MF                   | 22 | Kwadwo Asamoah        |     |     |
| MF                   | 27 | Stefano Sturaro       |     |     |
| MF                   | 30 | Rodrigo Bentancur     |     |     |
| FW                   | 11 | Douglas Costa         |     | 56' |
| FW                   | 33 | Federico Bernardeschi |     | 72' |
| FW                   | 34 | Moise Kean            |     |     |
| Trenér:              |    |                       |     |     |
| Massimiliano Allegri |    |                       |     |     |

| GK             | 1  | Thomas Strakosha        |     |     |
| CB             | 13 | Wallace                 |     |     |
| CB             | 3  | Stefan de Vrij          |     |     |
| CB             | 26 | Ștefan Radu             |     |     |
| CM             | 6  | Lucas Leiva             | 41' | 80' |
| CM             | 8  | Dušan Basta             |     | 74' |
| CM             | 16 | Marco Parolo            | 84' |     |
| CM             | 18 | Luis Alberto            |     |     |
| CM             | 19 | Senad Lulić             | 70' | 74' |
| CF             | 17 | Ciro Immobile           | 89' |     |
| CF             | 21 | Sergej Milinković-Savić |     |     |
| Náhradníci:    |    |                         |     |     |
| GK             | 23 | Guido Guerrieri         |     |     |
| GK             | 55 | Ivan Vargić             |     |     |
| DF             | 2  | Wesley Hoedt            |     |     |
| DF             | 4  | Patric                  |     |     |
| DF             | 5  | Jordan Lukaku           |     | 74' |
| DF             | 77 | Adam Marušić            |     | 74' |
| MF             | 10 | Felipe Anderson         |     |     |
| MF             | 88 | Davide Di Gennaro       |     |     |
| MF             | 80 | Alessandro Murgia       |     | 80' |
| FW             | 20 | Felipe Caicedo          |     |     |
| FW             | 29 | Simone Palombi          |     |     |
| Trenér:        |    |                         |     |     |
| Simone Inzaghi |    |                         |     |     |